# Religioni in Danimarca
Il cristianesimo è la religione più diffusa in Danimarca. Secondo stime dell'Association of Religion Data Archives (ARDA) riferite al 2015, i cristiani rappresentano circa l'80,5% della popolazione e sono in maggioranza protestanti; il 4,5% circa della popolazione segue la religione islamica, il 14% circa della popolazione non segue alcuna religione e il restante 1% della popolazione segue altre religioni. Stime del Pew Research Center riferite al 2020 differiscono di poco, dando i cristiani a circa l'82% della popolazione, i musulmani al 5% della popolazione, coloro che non seguono alcuna religione al 12% della popolazione e quelli che seguono altre religioni all'1% della popolazione.
La costituzione riconosce la libertà religiosa, ma stabilisce che la Chiesa Evangelica Luterana è la Chiesa nazionale, che gode di privilegi non disponibili per gli altri gruppi religiosi. Tutte le altre organizzazioni religiose devono registrarsi con il Ministero per gli affari ecclesiastici per potere godere di agevolazioni fiscali e ricevere fondi governativi. I gruppi religiosi riconosciuti possono celebrare matrimoni con effetti civili e battezzare bambini, attribuendo nomi riconosciuti civilmente, celebrare funerali rilasciando certificati di morte riconosciuti civilmente, aprire scuole private finanziate dallo stato. Nelle scuole pubbliche è previsto l’insegnamento della religione, il cui programma è basato sulla storia del cristianesimo e la teologia luterana; i genitori possono chiedere l’esonero per i figli, ma non sono previsti corsi alternativi. Anche le scuole private organizzano corsi di religione, ma non sono obbligate ad insegnare la teologia luterana.

## Religioni presenti

### Cristianesimo
Secondo stime dell'ARDA del 2015, i protestanti rappresentano circa il 79,6% della popolazione, i cattolici circa lo 0,7% della popolazione e gli ortodossi circa lo 0,2% della popolazione.
I protestanti danesi sono in maggioranza luterani e la maggiore denominazione a cui appartengono è la Chiesa luterana danese, che aderisce alla Federazione luterana mondiale e nel 2015 raggruppava il 77,8% della popolazione. Gli altri due principali gruppi protestanti presenti nel Paese sono i battisti e i calvinisti, questi ultimi rappresentati dal Sinodo delle Chiese riformate della Danimarca, che riunisce quattro Chiese riformate. Sono inoltre presenti anglicani, metodisti, pentecostali e avventisti del settimo giorno. 
La Chiesa ortodossa è presente in Danimarca con la Chiesa greco-ortodossa, la Chiesa ortodossa russa, la Chiesa ortodossa serba e la Chiesa ortodossa rumena, mentre della tradizione ortodossa orientale sono presenti la Chiesa apostolica armena e la Chiesa ortodossa copta.
La Chiesa cattolica è presente in Danimarca con la Diocesi di Copenaghen, unica diocesi del Paese. 

### Islam
In Danimarca l'Islam è arrivato negli anni settanta con immigrati provenienti da Turchia, Marocco, Pakistan e Bosnia ed Erzegovina, arrivati nel Paese per motivi di lavoro. I musulmani presenti in Danimarca sono principalmente sunniti, con una minoranza di sciiti e un piccolo gruppo di ahmadiyya. 

### Altre religioni
In Danimarca sono presenti l'ebraismo, il buddhismo e l'induismo. Vi sono anche piccoli gruppi che seguono la religione bahai, la religione popolare cinese e i nuovi movimenti religiosi.